# Dalaba (Gambia)
Dalaba ist eine Ortschaft im westafrikanischen Staat Gambia.
Nach einer Berechnung für das Jahr 2013 leben dort etwa 270 Einwohner, das Ergebnis der letzten veröffentlichten Volkszählung von 1993 betrug 230.

## Geographie
Dalaba liegt in der Central River Region, im Distrikt Niamina West, am linken Ufer des Gambia-Flusses. Der Ort befindet sich unmittelbar an der South Bank Road zwischen Choya und Kumbaney. 3,3 Kilometer östlich von Dalaba liegt Kerr Katim.